# Judith Richter

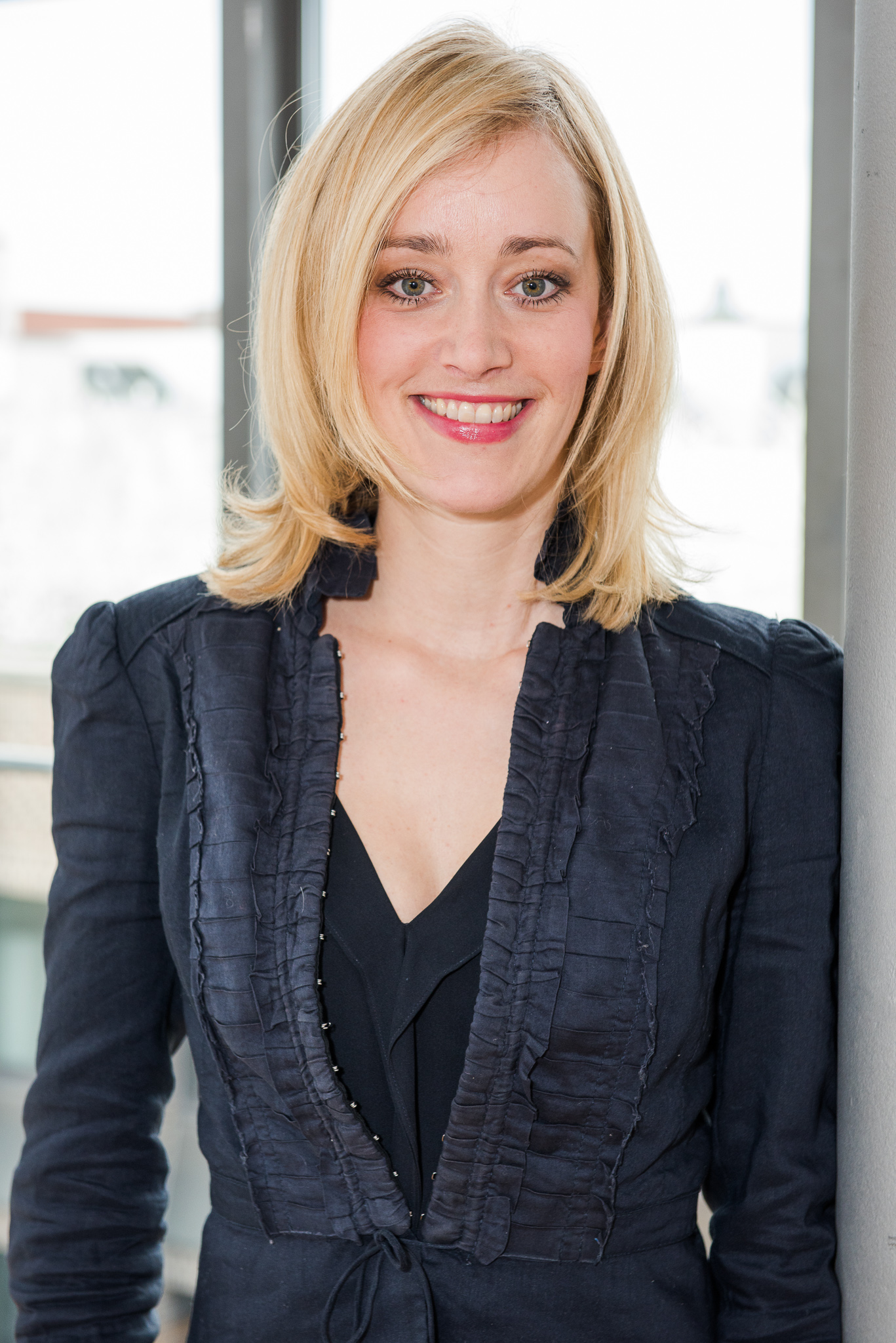
Judith Richter (2015).

Judith Richter (Múnich, 15 de noviembre de 1978) es una actriz alemana.

## Vida y obra
Es hija de la actriz de cabaré y cómica Beatrice Richter y del actor Heinz Baumann. Se crio como bilingüe, capaz de hablar alemán e inglés. Entre los años 1997 y 2000 se formó en la Internationale Schule für Schauspiel und Acting y demostró su versatilidad en distintas producciones alemanas para la televisión, entre ellas Die Rettungsflieger, Unser Charly, Bewegte Männer, Der Bulle von Tölz y Die Rosenheim-Cops.
En el año 2002 actuó junto a Armin Rohde y Jan Josef Liefers en la película 666 – Traue keinem, mit dem du schläfst!. En 2004 lo hizo bajo las órdenes de Gernot Roll en Pura Vida Ibiza y en 2006 en Doppelspiel. Entre 2005 y 2013 participó en los diez capítulos de la serie para televisión Die Landärztin, donde interpretaba a Verena Bergmeier. Entre 2008 y 2009 participó en el programa de televisión Two Funny – Die Sketch Comedy junto a Alexander Schubert.
Entre 2013 y 2014 participó en la comedia de situación producida por Paul Harather Im Schleudergang. Desde julio de 2014 participa en el programa Ohne Garantie – Die neue Verbraucher-Show im ZDF. En mayo y junio de 2015 interpretó a Astrid Hillebrand en la serie Sedwitz.

## Filmografía
- Die Architekten (1990)
- 666 – Traue keinem, mit dem du schläfst! (2002)
- Pura Vida Ibiza (2004)
- Doppelspiel (2006)
- Freilaufende Männer (2011)
- Resturlaub (2011)
- Air Force One is Down (2012)
- Krippenwahn (2015)

## Teatro
- Anything goes – Cole Porter (1995)
- Brighton-Beach-Memories (1999)
- Der Widerspenstigen Zähmung (1999)
- Boeing Boeing (2002)
- Lieblingsmenschen (2009)
- Ziemlich beste Freunde (2013)

## Premios
- Undine Award (2004)[4]